# Big Ten Conference
La Big Ten Conference è la più antica associazione sportiva universitaria di tutto il panorama sportivo statunitense, risalente al 1896. Tranne la University of Chicago, tutte le storiche squadre che la fondarono vi fanno ancora parte, con l'aggiunta, nel 1990 della Penn State University, nel 2011 della Università del Nebraska-Lincoln, nel 2014 della Università del Maryland e della Rutgers University a cui si aggiunge, per il solo lacrosse maschile l'Università Johns Hopkins, facendo arrivare il numero degli atenei a 15, lasciando comunque invariato il nome stesso della conferenza.
Le istituzioni che vi prendono parte sono situate quasi tutte nel midwest degli USA, principalmente nella zona dei grandi laghi. Football americano e basket sono gli sport principali, ma non va dimenticata l'atletica, il grande Jesse Owens stabilì diversi record mondiali durante meeting della Big East vestendo la maglia della Ohio State University. Fra le squadre numerose sono le rivalità intrastatali, una storica è quella fra Ohio State e Michigan, mentre la Northwestern essendo la più piccola di tutte è tradizionalmente il fanalino di coda.

## Le squadre
- Illinois Fighing Illini
- Indiana Hoosiers
- Iowa Hawkeyes
- Maryland Terrapins
- Michigan Wolverines
- Michigan State Spartans
- Minnesota Golden Gophers
- Nebraska Cornhuskers
- Northwestern Wildcats
- Ohio State Buckeyes
- Oregon Ducks
- Penn State Nittany Lions
- Rutgers Scarlet Knights
- Purdue Boilermakers
- UCLA Bruins
- USC Trojans
- Washington Huskies
- Wisconsin Badgers
- Johns Hopkins Blue Jays (solo lacrosse maschile e femminile)
- Notre Dame Fighting Irish (solo hockey su ghiaccio maschile)